# Sheldon Leslie Stone
Sheldon Leslie Stone (* 14. Februar 1946 in Brooklyn; † 6. Oktober 2021) war ein US-amerikanischer experimenteller Teilchenphysiker.

## Leben
Stone studierte Physik am Brooklyn College mit dem Bachelor-Abschluss 1967 und wurde 1972 an der University of Rochester bei Thomas Ferbel promoviert (Strange particle and Pi meson production in 12.7 GeV/c K p interactions). 1973 wurde er Assistant Professor an der Vanderbilt University, was er bis 1979 blieb, als er Senior Research Associate am Laboratory of Nuclear Studies der Cornell University wurde. 1988 bis 1991 war er außerdem Adjunct Professor an der Cornell University. 1991 wurde er Professor an der Syracuse University. Er war dort Distinguished Professor und leitete ab 1993 die Gruppe für experimentelle Hochenergiephysik. 2011/12 war er als Scientific Associate am CERN.
2008 bis 2011 war er Koordinator des Large Hadron Collider Beauty Experiment (LHCb). Dort war er auch an der Entdeckung des Pentaquark beteiligt (2015). Er sucht nach neuer Physik in Zerfällen von B-Mesonen und D-Mesonen. Von ihm stammen bedeutende Beiträge zu Datenanalyse und Detektor-Konstruktion (so der CLEO Detektoren am Elektronenspeicherring der Cornell University). Er war 2007 bis 2008 Ko-Sprecher von CLEO.
Er war im Beratungskomitee von Fermilab und war 1997 bis zu dessen Beendigung 2005 Ko-Sprecher des (nicht realisierten) BTeV Experiments am Fermilab.
2019 erhielt er den Panofsky-Preis für umwälzende Beiträge zur Flavor-Physik und Hadronen-Spektroskopie, speziell durch seine intellektuelle Führungsrolle bei der Detektor-Konstruktion und Analyse bei den CLEO und Large Hadron Collider Experimenten zu Beauty und seine sehr einflussreiche über lange Zeit erfolgte Fürsprache von Flavor-Physik bei Hadron-Collidern (Laudatio). Er war Fellow der American Physical Society.

## Schriften
- Herausgeber und Ko-Autor: B-Decays, World Scientific, 2. Auflage 1994